# Club Deportivo Malacateco
Maillots
Deportivo Malacateco est un club de football de la Liga Nacional de Guatemala fondé en 1962 et basé à Malacatán et joue au Stade Santa Lucía.

## Palmarès
- Championnat du Guatemala
  - Vice-champion : 2019 (C)